# Honolulu Botanical Gardens

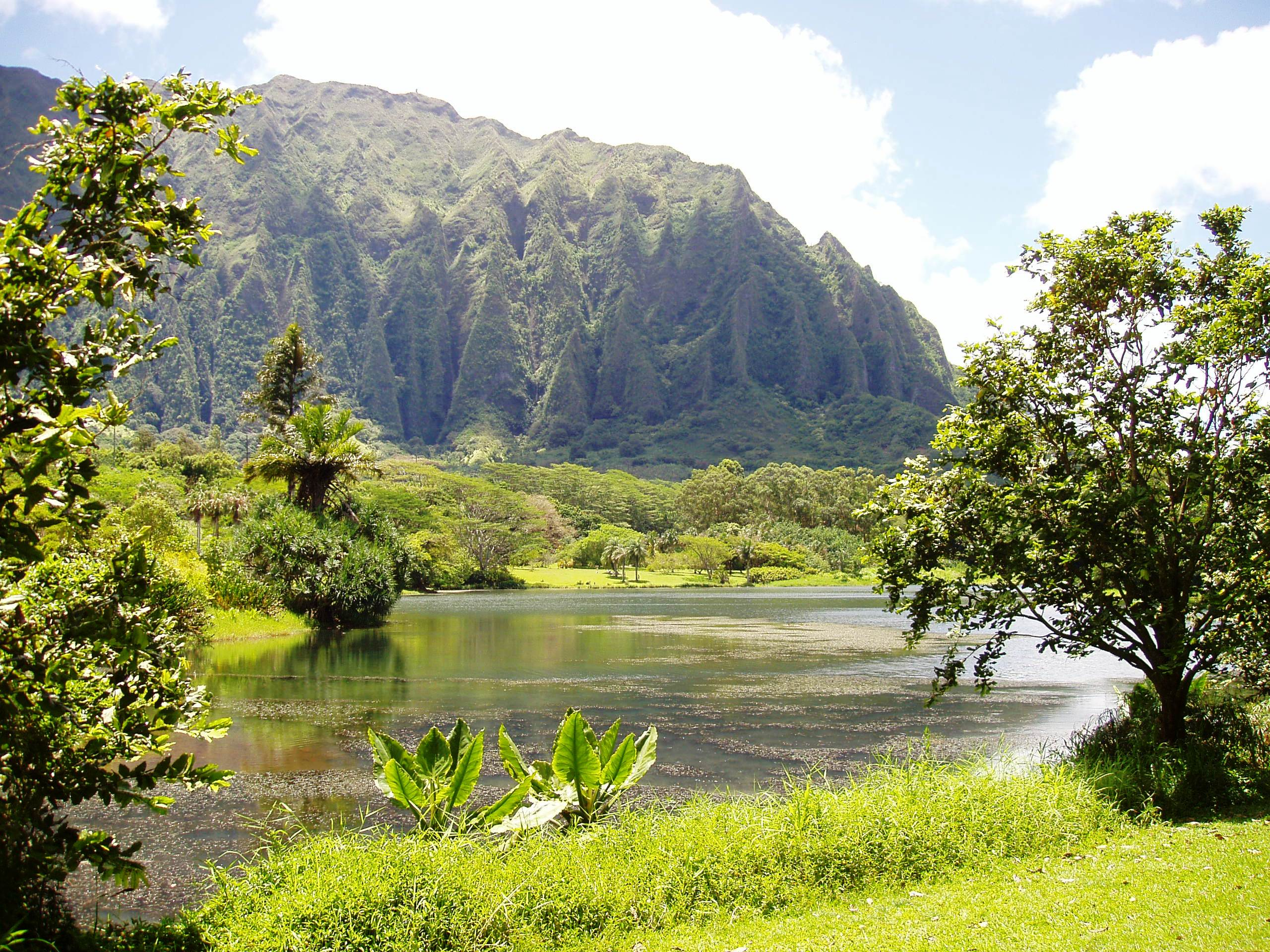
Ho'omaluhia Botanical Garden

Honolulu Botanical Gardens is een netwerk van vijf botanische tuinen, die zich bevinden in Oahu (Hawaï). Het netwerk richt zich op de ontwikkeling, het onderhoud en de studie van gedocumenteerde collecties van tropische planten. Het doel hiervan is behoud van zeldzame planten, faciliteren van de studie van de plantkunde, mogelijk maken van sierteelt, onderwijs geven en recreatie mogelijk maken. Het netwerk onderhoudt volgens eigen zeggen de grootste collectie van tropische planten in de Verenigde Staten.
De tuinen die deel uitmaken van het netwerk zijn: Foster Botanical Garden, Ho'omaluhia Botanical Garden, Koko Crater Botanical Garden, Lili'uokalani Botanical Garden en Wahiawa Botanical Garden. De toegang tot de tuinen is gratis, behalve tot de Foster Botanical Garden.
Het netwerk is aangesloten bij Center for Plant Conservation, een netwerk van botanische instituten dat zich bezighoudt met de bescherming van de inheemse flora van de Verenigde Staten. Tevens is het netwerk lid van de American Public Gardens Association en van Botanic Gardens Conservation International, een non-profitorganisatie die botanische tuinen samen wil brengen in een wereldwijd samenwerkend netwerk om te komen tot het behoud van de biodiversiteit van planten.